# Брейтбург, Ким Александрович
Ким Алекса́ндрович Бре́йтбург (имя при рождении — Кимо́л; род. 10 февраля 1955, Львов, Украинская ССР, СССР) — советский и российский музыкальный продюсер, аранжировщик и композитор, звукорежиссёр, вокалист. Заслуженный деятель искусств Российской Федерации (2006). Автор мюзиклов, музыки для кино и телевидения, композитор. По состоянию на 2017 год написал более 600 песен.

## Биография

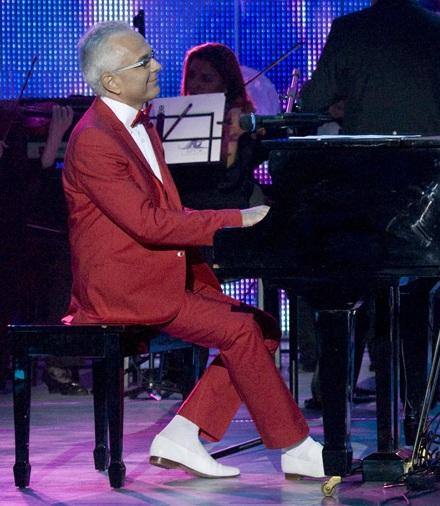

Родился 10 февраля 1955 года во Львове. Родители: отец — музыкант Александр Анжелович Брейтбург (1923—2008), мать — танцовщица Анель Кирилловна Брейтбург (урождённая Рёль, позже Риль, 1927—1984). Брат Олег (род. 1951). Имя Кимол расшифровывается как «Коммунистический интернационал молодёжи».
Семья часто переезжает с места на место в связи с профессией отца: Урал, Центральная Россия, Украина. Обучался музыке с пяти лет. В 1961 году Ким попадает в класс известного на Украине педагога Н. И. фон Вильперт (род. в 1879 в Одессе) по классу фортепиано. В 1961—1969 годах учился в Днепропетровске. Обучался в Николаевском государственном высшем музыкальном училище на отделении теории музыки (1970—1974). Окончил с отличием Московский институт современного искусства.
В конце 1960-х — начале 1970-х годов увлекается рок-музыкой и создаёт группу, участники которой много лет спустя образуют состав группы «Диалог». Работает в Уральской филармонии с группой «Форсаж». С 1975—1978 год работает в разных коллективах (любительских и профессиональных).
В 1978 году организовал группу, которая получает название «Диалог». Группа к середине 1980-х годов становится известной. В репертуаре группы написанные Кимом Брейтбургом большие композиции в стиле арт-рок «Я — человек», «Раздели со мной», «Однажды завтра» и песни, некоторые из которых получают известность благодаря магнитофонным записям и изданным пластинкам. В период с 1984 по 1992 год Ким Брейтбург и группа «Диалог» активно гастролируют не только в СССР, но и за рубежом.
В 1987 году первой из советских групп «Диалог» участвует в Международном Фестивале «Midem» в Каннах (Франция) и в этом же году с успехом выступает в Лондоне. Следуют гастроли в Испании, Италии, Швеции, Дании, Норвегии и в других странах. В Германии выходят две пластинки «Диалога».
В 1990-е годы Вадим Ботнарюк, Ким Брейтбург, Евгений Фридлянд организовали проект «Диалог» по поиску и продвижению молодых исполнителей. Многие[какие?] победители проекта «Диалог» сегодня стали звёздами отечественной эстрады.
С 1991 года — студийная работа с В. Меладзе, группами «Браво», «Бахыт-Компот» и др. в качестве музыкального продюсера. С 1997 года — работа с Николаем Трубачом и группой «Премьер-министр» в качестве продюсера и композитора, а также работа как автора музыки и текстов со звёздами поп и рок-музыки.
Участвовал в создании на телевизионном канале «Россия» в качестве музыкального продюсера проектов «Народный артист», «Секрет успеха». «Битва хоров». Председатель (дважды) и член жюри (в разные годы) Международного Фестиваля «Славянский базар». Продюсер и автор музыки многочисленных театральных постановок (мюзиклов) в различных городах России.
Входит в художественное руководство Оренбургского государственного областного театра музыкальной комедии. Является куратором театра.
В 2006 году удостоен почётного звания «Заслуженный деятель искусств Российской Федерации».

## Личная жизнь
Супруга — Валерия Брейтбург, профессор кафедры эстрадно-джазового пения в Академии им. Гнесиных, кандидат искусствоведения. Валерия — вторая супруга Кима Александровича. От первого брака у него двое детей: дочь Мария и сын Алексей.
Дачный дом Брейтбург построил на лесной поляне в коттеджном посёлке в деревне Новоглаголево, по соседству с другими эстрадными знаменитостями. В доме площадью 210 кв. метров на первом этаже — гостиная, столовая, кухня, кинозал и подсобные помещения. На втором — две спальни и два кабинета, в одном из которых Ким пишет музыку, а в другом — мастерская его жены. Именно тут написаны песни «Петербург — Ленинград», «Лунная мелодия» и многие другие хиты[значимость факта?].

## Творчество

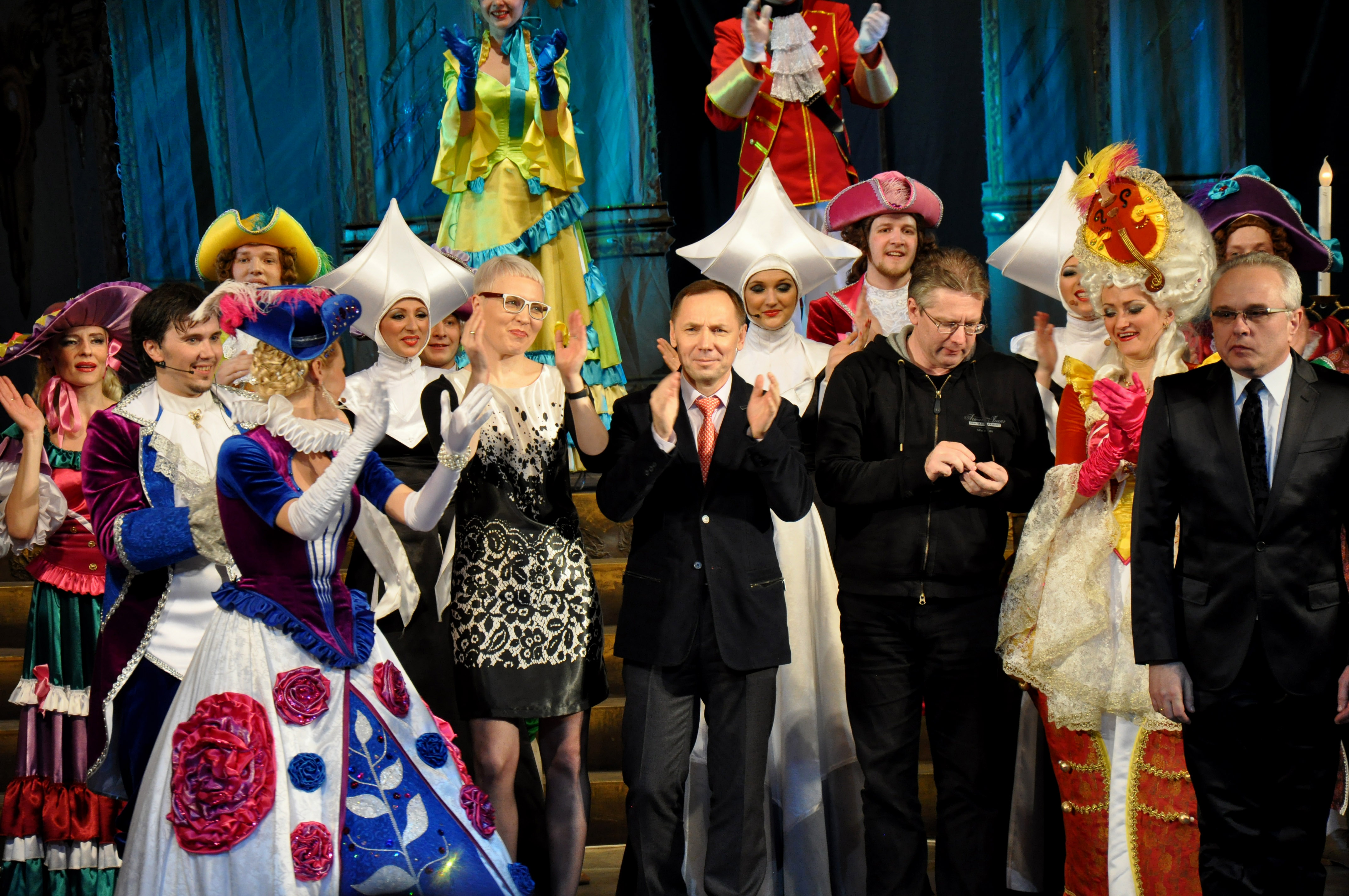
Ким Брейтбург (крайний справа) на премьере мюзикла «Казанова» в г. Красноярске, март 2013 года.

Автор рок-оперы «Слово об Игоревом походе» (А. Дмитрук) 1978 г.

Автор сюит:
- «Под одним небом» (С. Кирсанов) 1980
- «Я — Человек» (Ю. Марцинкявичюс) 1982
- «Раздели со мной» (Ю. Марцинкявичюс) 1984
- «Однажды завтра» (С. Кирсанов) 1986
- «Посредине мира» (А. Тарковский) 1990

Автор известных песен:
- «Обычная история» (слова Карена Кавалеряна) — исп. Филипп Киркоров
- «Пять минут» (совместно с Николаем Трубачом, слова Николая Трубача) — исп. Николай Трубач
- «Между нами» (слова Ольги Марс) — исп. Катя Лель
- «Быть с тобой» (слова Симона Осиашвили) — исп. Диана Гурцкая
- «На краю» (слова Эдуарда Мельника) — исп. Александр Панайотов
- «Петербург-Ленинград» (слова Евгения Муравьёва) — исп. Людмила Гурченко и Борис Моисеев
- «Необыкновенная» (слова Сергея Сашина) — исп. Александр Панайотов, Алексей Чумаков и Руслан Алехно
- «Радио-бэйби» (слова Карена Кавалеряна) — исп. Филипп Киркоров
- «Килиманджаро» — исп. Филипп Киркоров
- «Цветы под снегом» — исп. Лариса Долина и Александр Панайотов
- «Голубая луна» (слова Николая Трубача) — исп. Борис Моисеев и Николай Трубач
- «Татуировка» (слова Сергея Соколкина) — исп. Борис Моисеев
- «Девушка на берегу» (слова Сергея Сашина) — исп. Ирина Дорофеева

и многих других. Автор более 600 песен.
Автор мюзиклов:
- «Голубая камея» (К. Кавалерян) 2009
- «Дубровский» (К. Кавалерян) 2010
- «Леонардо» (Е. Муравьёв) 2011
- «Снежная королева» (С. Сашин, Э. Мельник) 2011
- «Казанова» (Е. Муравьёв) 2013
- «Так не бывает» (Е. Муравьёв) 2013
- «Джейн Эйр» (К. Кавалерян) 2014
- «Служебный роман» 2022

Музыкальный продюсер проектов:
- «Народный артист»
- «Секрет успеха»
- «Битва хоров»

Продюсер и постановщик многочисленных эстрадных шоу, в том числе в Государственном Кремлёвском дворце: «Просто песня» (2005); «Цветы под снегом» (2010).

## Награды и премии

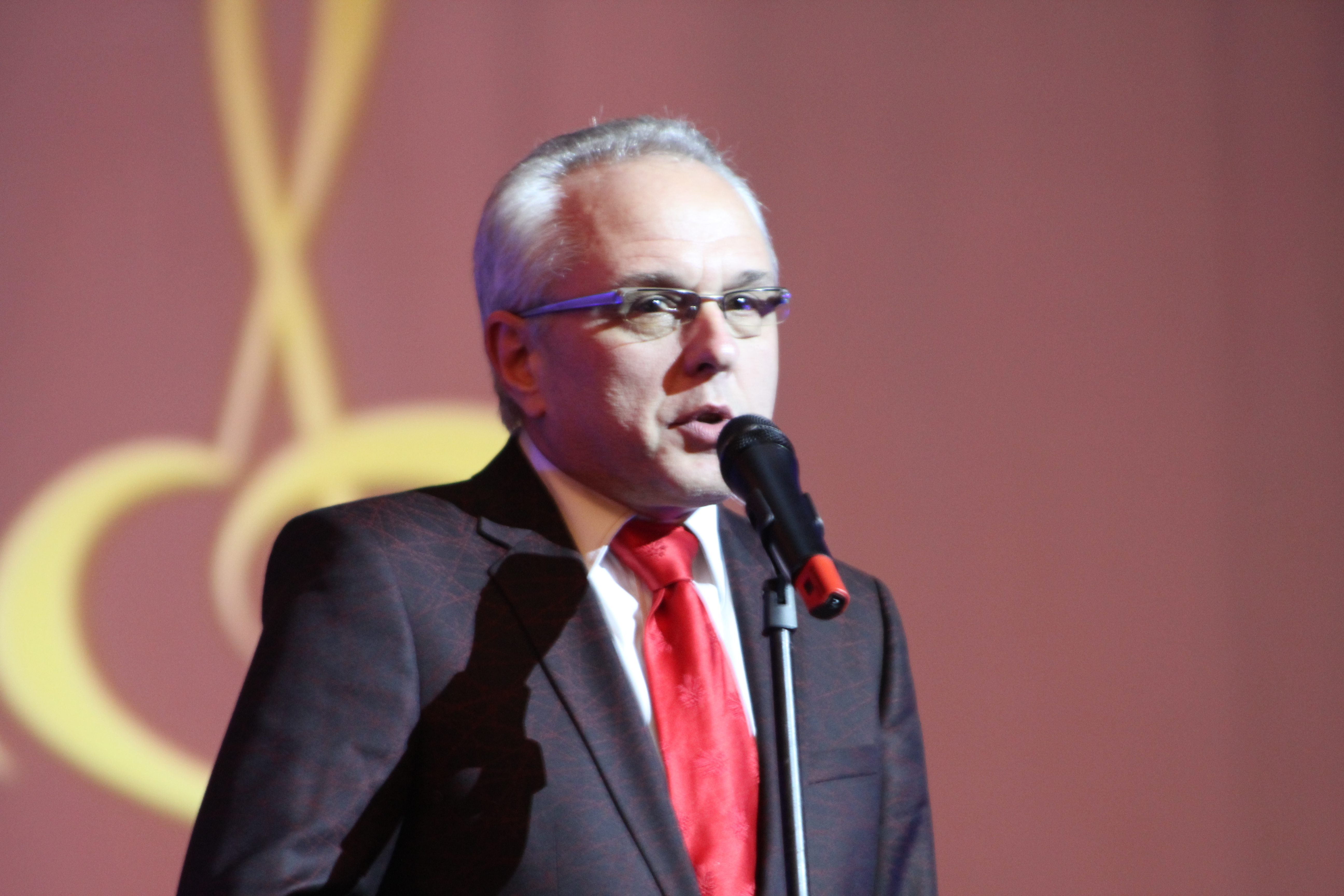
Ким Брейтбург на церемонии вручения премии «Музыкальное сердце театра», 2012

- В 1997—2013 годах — лауреат телевизионных фестивалей «Песня года».
- В 2006 году получил специальный диплом Постоянного комитета Союзного государства России и Белоруссии за песню «Две сестры» на фестивале «Славянский базар»[5].
- 17 августа 2006 года получил почётное звание «Заслуженный деятель искусств Российской Федерации»[6].
- В июле 2008 года получил в Киеве награду «Человек года» за выдающийся вклад в культуру и искусство.
- Лауреат телевизионных фестивалей «Новые песни о главном».
- Премия «Музыкальное сердце театра» в номинациях «Лучший композитор» и «Лучший продюсер» (2022)[7]

## Общественные награды
- Золотой орден «Служение искусству»
- Наградной крест «Защитнику отечества» I степени
- Орден «Признание выдающихся заслуг».

## Дискография (с группой «Диалог»)
- Просто (1985)
- Лучшее (1985)
- Ночной дождь (1986)
- Диалог 3 (1988)
- Посредине мира (1991)
- Осенний крик ястреба (совместно с Константином Меладзе) (1993)
- Не уходи, мой ангел (1995)

## Дискография
- Просто песня (2005)

## Видео и фильмография
- «Не уходи, мой ангел» (1985)
- «Красный рок» (1988)
- «Дворец заката» (1988)